# Sydney Starr

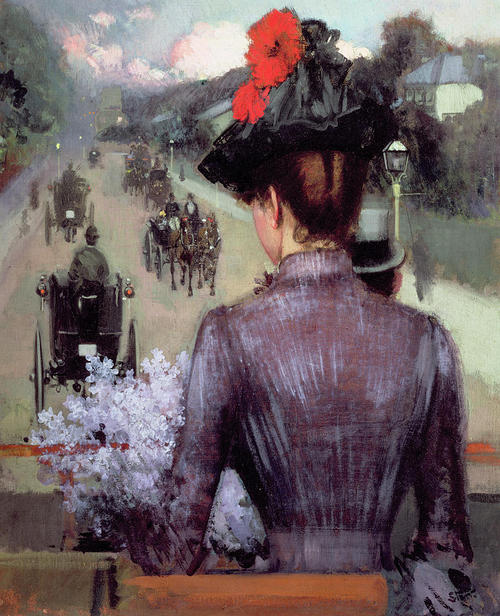
The City Atlas, 1888-1889

Sydney Starr (Kingston upon Hull, 10 juni 1857 - New York, 3 maart 1925) was een Engels kunstschilder. Hij werkte voornamelijk in de stijl van het impressionisme. Vanaf 1892 woonde hij in Amerika.

## Leven en werk
Starr studeerde onder Edward Poynter en Alphonse Legros aan de Slade School of Fine Art, waar hij in 1874 een prestigieuze studiebeurs won. Zijn vroege werk stond sterk onder invloed van James McNeill Whistler, in wiens atelier hij werkte. Toen Whistler in 1888 de 'Royal Society of British Artists' verliet , na een conflict over haar toekomstige koers, trok hij diverse van zijn pupillen met zich mee, waaronder Starr, Theodore Roussel, Philip Wilson Steer en Walter Sickert. Vervolgens sloot Starr zich aan bij Sickerts 'New English Art Club' en schakelde over op een impressionistische stijl. In 1889 won hij een bronzen medaille op de Wereldtentoonstelling van 1889 te Parijs met een schilderij van Paddington Station. Zijn bekendste schilderij is The City Atlas, dat terug kan worden gevonden in tal van handboeken over het Engels impressionisme.
In 1892, na het uitkomen van zijn liefdesaffaire met de vrouw van zijn weldoener, emigreerde Starr naar New York, waar zijn werk goed in trek was bij verzamelaars. In New York maakte er ook diverse wandschilderingen en glas-in-loodramen, onder andere voor Grace Chapel. Hij overleed in 1925, 62 jaar oud. Zijn werk in onder andere te zien in Tate Gallery te Londen.

## Galerij

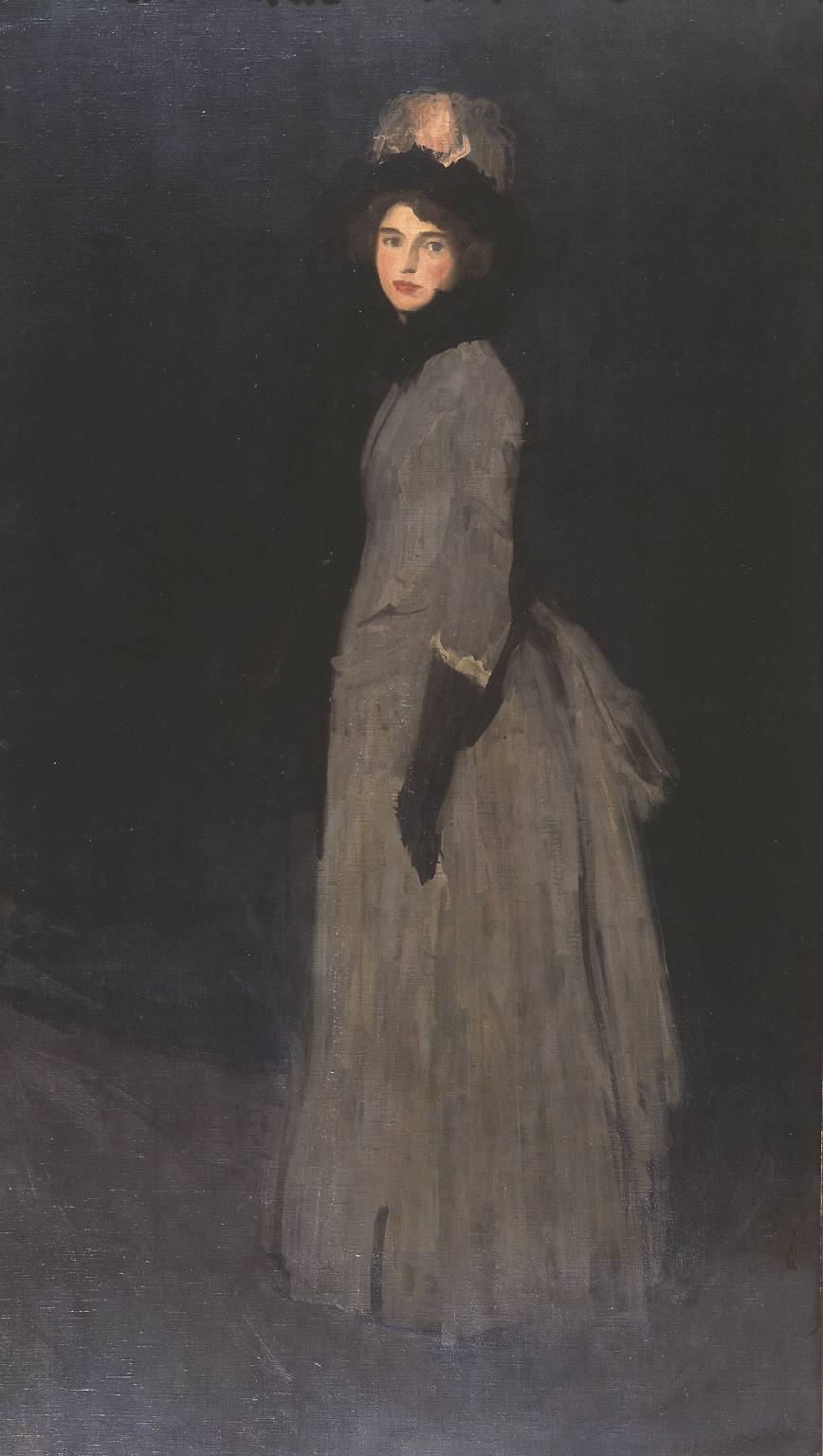
Study in blue and gray
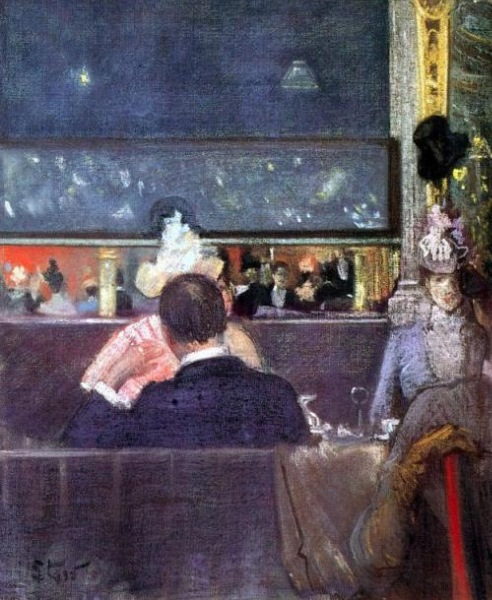
Café Royal
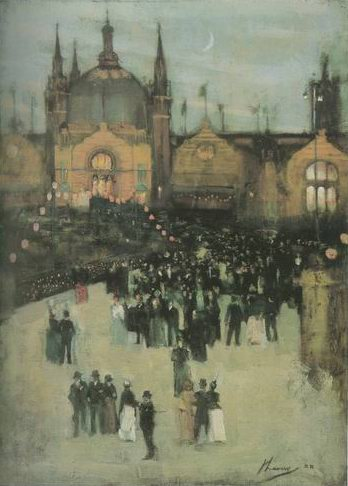
Paddington Station
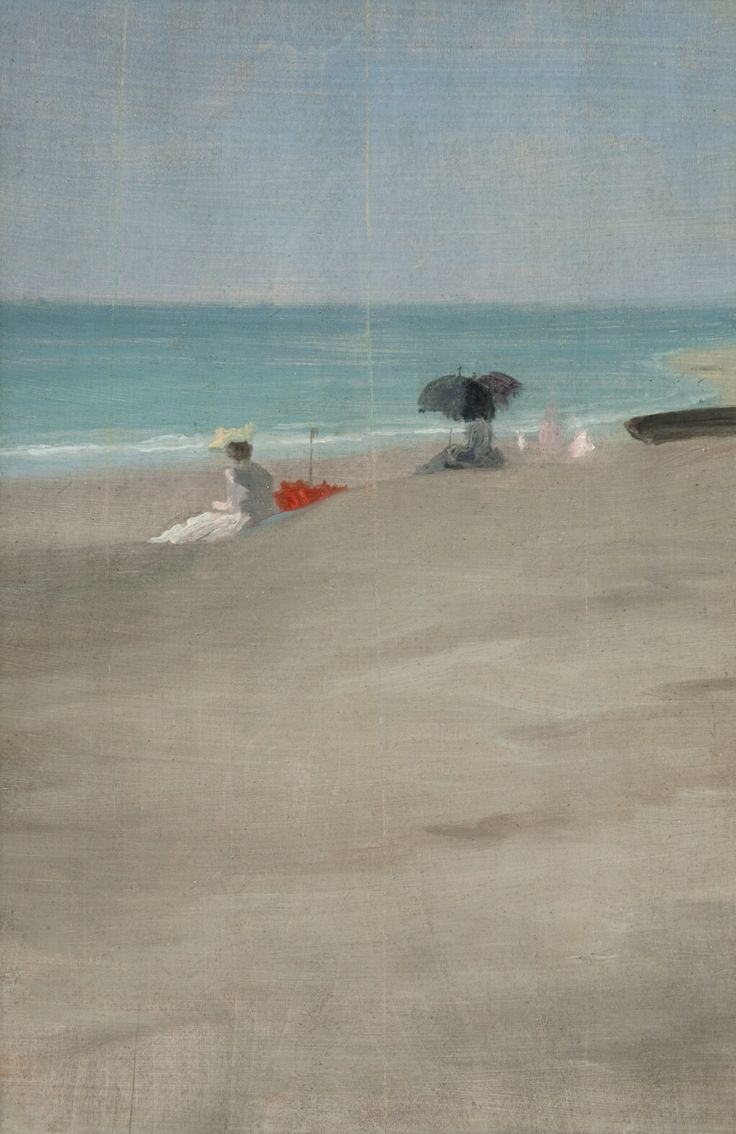
Figures at the seashore